# Dómiki
Dómiki - Домики (rus) és un khútor del krai de Krasnodar, a Rússia. Es troba a la vora del riu Xirókaia Balka, tributari del Pxix, afluent del riu Kuban. És a 26 km al sud-est de Goriatxi Kliutx i a 69 km al sud-est de Krasnodar. Pertany al possiólok de Kutaís.